# Пуританство
Пуританството (на английски: Puritanism) е християнска и обществена доктрина от 16 и 17 век, възникнала и прилагана в Англия, по-късно - и в Северна Америка. То е опит за задълбочаване на Реформацията под силното влияние на калвинизма в Западна Европа, но и в специфична за Англия посока. Възниква още по време на управлението на Елизабет I (през 1559 г.) и по отношение на кралската власт е насочено към премахването на възприетия от нея по подобие на Ватикана абсолютизъм в управлението на църквата. Във връзка с това, разпространението му води до разрив между Парламента и краля и създава предпоставки за гражданска война, а неговите принципи стават идеологическата основа на Английската революция в средата на XVII век и временната замяна на монархията с републиканско управление.
Терминът е производен от латинското „purus“ и по-точно от английските думи „pure“ (чист) и „to purify“ (пречиствам) които изразяват основната цел на движението: „чиста“ църква, освободена от помпозните атрибути. Целта на движението е да „изчисти“ англиканството от остатъците на католицизма, както по отношение на теологичната страна, така и в религиозната практика, но също и премахването на това което вижда като негова материална изява и културно наследство, т.е. да приложи отрицанието им и в светския живот, който от своя страна възприема като част от религиозния. Пуританите настояват за премахване на идолите (т.е. иконите, статуите на светците и подобни изображения), цветните стъкла (стъклописите) и хоровото пеене в църквите, препоръчват свободната устна проповед и ратуват за независимост на отделните църковни общини. Те осъждат веселбите, песните и танците, изобщо всичко, което е проява на лукс и жизнерадост. Водят целомъдрен живот, обличат се скромно в дрехи от тъмно сукно и се отнасят негативно към разкоша и разпуснатите нрави в кралския двор, аристокрацията и висшия клир.

## История
Протестантството като отделна деноминация на християнската религия се свързва основно с името на германския теолог Мартин Лутер, но се различават 3 основни периода във възникването му. Влиятелни религиозни движения, изразяващи остро несъгласие с Римокатолическата църква и датиращи отпреди делото на Лутер (например хуситите в Чехия/Бохемия), са определяни като предпротестантски. Те официално са възприети от протестантските религиозни движения за техни предшественици, но по мащаб на дейността си далеч отстъпват пред масовостта на лутеровото протестантство. Развитието и разпространението на лутеровата доктрина, наричана лутеранство, е първата мащабна вълна на Реформацията. В много отношения Мартин Лутер е радикален в своите виждания спрямо западното християнство, но впоследствие е критикуван в умереност. Вдъхновител и изразител на идеите на недоволните от него е проповядвалия в Женева, Швейцария теолог Жан Калвин, чието име се свързва с втората масова вълна на протестантството - калвинизма.
Реформацията в Англия е дело на краля (инициаторът е Хенри VIII, а поводът - желанието му да се разведе с Катерина Арагонска за да се ожени за Ан Болейн) и поради това Църквата на Англия съхранява аристократичния си характер и близостта си с държавата, но е и издържана в дух на секуларизъм. Скъсването с Рим  дава импулс на „революция на умовете“ – противопоставяне на едни религиозни идеи на други, на една форма на църковно богослужение на друга. Движението на пуританите обединява недоволните от незавършената Реформация в Англия. Възникването на Англиканската църква се дължи преди всичко на политически, а не на религиозни причини. Озовавайки се начело на Църквата на Англия („The Church of England“), английските монарси получават мощен инструмент за контрол и въздействие върху поданиците си без вмешателството на Рим. Религиозните церемонии и имотите на Църквата имат голямо значение за нейната мощ и английските крале не са готови да я реформират и свият до минималистичните размери, проповядвани от калвинистите. Калвинистите считат реформите на Лутер за недостатъчни, а Англиканската църква не следва дори тях изцяло, заемайки междинна позиция между римокатолицизма и лутеранството. Това в очите на последователите на калвинизма представлява скрита и подмолна рекатолизация. Католическата съпруга на Чарлз I  (Хенриета-Мария Бурбон-Френска - дъщеря на френския крал Анри IV) допълнително подсилва тези техни подозрения, а разпускането на Парламента и облагането на поданиците с нови данъци еднолично от краля окончателно убеждава пуританите, че кралската власт обединява в себе си политическото и религиозното потисничество (в ролята на монарха на глава на Англиканската църква), настройвайки ги анти-монархически.
В началото пуританите се надяват на кралската институция и затова подкрепят кралица Елизабет I в нейните църковни реформи. Разочаровани обаче от непоследователност й, започват все по-остро да критикуват Англиканската църква и висшето духовенство. Тази критика рефлектира в монарха, като глава на Църквата на Англия. Кралица Елизабет не одобрява пуританите, нарича ги „потенциални бунтовници“ и дори предприема репресии спрямо тях. Въпреки това само след 2-3 десетилетия пуританството се обособява като самостоятелно религиозно движение, става все по-популярно и обхваща различни слоеве на обществото. Към края на 16 век пуританството започва да играе все по-важна роля и се превръща в изразител на недоволството от политиката на кралицата. 
Съзнавайки, че не ще успеят да очистят англиканската църква отвътре, сепаратистите създават тайни „църкви на завета“, в които се кълнат във вярност към групата, а не към краля. Смятани за изменници на короната и прокълнати еретици, те често стават жертва на преследвания. Появяват се 2 течения – презвитериани и индепенденти. Презвитерианите са по-умерени пуритани, които се обявяват за по-непосредствена връзка на вярващите с бога и срещу духовенството. Те настояват във всяка община да има духовен водач (презвитер) и проповедник, които да бъдат избирани от самите вярващи и те да отговарят за църковните дела в кралството. През 70-те години на 16 век пуританите насочват дейността си към Реформация в духа на презвитерианството, възприето в Шотландия, но отхвърлят формата на провеждане на литургията и организацията на Презвитерианската църква. Индипендентите са по-крайното течение в пуританството. Те отдават по-голямо значение на проповедта, а не на тайнствата като причастие и кръщение. Те също са против съществуването на църковна организация и за пълна независимост на отделните църковни общини, в които презвитерите да се избират само за 1 година. Всеки вярващ според тях има право на проповед, ако има вдъхновение и подходящ повод.
След смъртта на Елизабет през 1603 г., крал на Англия става шотландският крал Джеймс I, поставил началото на династията Стюарти. Той прави опит да наложи в Англиканската църква презвитерианския модел с така наречената Библия на крал Джеймс. По това време пуританите обаче почитат най-вече Женевската Библия, която е антимонархическа. При Джеймс към пуританите се проявява известна толерантност, но последвалият го на престола Чарлс I започва преследвания срещу тях. В крайна сметка пуританството става идеологическа основа на Английската революция и играе основна роля за разцеплението между Парламента и краля. Следват години на гражданска война, през които пуританите са на страната на военния режим, оглавяван от Оливър Кромуел, самият той индепендент. След Реставрацията на Стюартите през 1660 г. повечето от свещениците-пуритани са изгонени от Църквата на Англия и за няколко десетилетия пуританството се разцепва на различни течения, които вече се наричат дисиденти (на английски: Dissenters) или неконформисти (Non-conformists).
Вследствие на гоненията в Англия много пуритани са принудени да емигрират и да се преселят в Континентална Европа (например в Холандия, известна още тогава с религиозна търпимост), а също и в Северна Америка. Първите пуритани, които се заселват в Нова Англия, са известни като пилигрими. Пуританите се смятат в основата на създаването на САЩ, понеже със заселването на около 20 000 английски пуритани през 1629 – 1630 г. и основаването на колонията Вирджиния фактически започва английската колонизация на Северна Америка, въпреки че и това е имало експедиции с подобна цел дотам. До 1640 г. в Америка се установяват още 16 000 пуритани, бежанци и преселници от Англия.

## Пуританска доктрина
Английското пуританство е разновидност на калвинизма, завладял Западна Европа през Късното Средновековие. Пуританите възприемат калвинистките идеи и най-вече предопределението на всеки човек за спасение или гибел. Според пуританската доктрина съдбата на всеки е предопределена, обаче никой не знае за какво точно, т.е. строго богословски погледнато, отделният пуритан не знае дали е „спасен“ и дали се нарежда сред определените за Рая избраници. Обаче някак чувства (или е приучван да чувства), че мирският (светският) му успех е знак за „избраничество“, с което границата между битие и религия се размива: за него целият живот е израз на Божията воля – верую, което по-късно се възражда в трансцендентализма. Затова всеки, който се надява на спасение, според пуританската доктрина, би трябвало с целия си живот и с всичките си действия да докаже, че е „избран“ от Бога за спасение. Успехът на избраното жизнено поприще според тях е свидетелство за Божията милост и предопределено спасение. Така пуританството насърчава трудолюбието, спестовността и строгия морал, насърчава и човешката амбициозност, усърдния труд и силното желание за успех. Предвид това учените свързват пуританството с утвърждаването на тенденциите към капитализъм. Пуританите приемат всички неща и събития за символи с дълбоко духовно значение и вярват, че като увеличават собствената си печалба и общото благополучие, спомагат за изпълнението на Божия промисъл и се стремят към богатство и обществено положение, като залог за духовно здраве и вечен живот.
Главните постулати на пуританството са:
- Абсолютно върховенство на божите дела над светските. В това отношение пуританството изисква пълна морална чистота в поведението, в съответствие със Светото писание. Пуританството препоръчва суров начин на живот, без развлечения (в т.ч. алкохол, посещение на театър и др.) и охолство.
- Индивидуален прочит и изучаване на Светото писание.
- Образоване на масите (за да са в състояние да четат и разбират Светото писание).
- Всеки вярващ да може да стане и свещеник.
- Простота на литургията.
- Връщане на светия ден от неделя на събота (така, както е в Светото писание).
- Отричане на разгърнатата и тежка йерархия в църквата и на едноличната власт в нея.